# 李燧
李燧（1515年—1585年），字晦夫，號梅臺，山東兗州府金鄉縣人，軍籍，明朝政治人物。

## 生平
嘉靖二十二年（1543年）癸卯科山東鄉試第四十二名舉人，二十三年（1544年）中式甲辰科會試第二百四十名，三甲第二百一十名進士。授行人司行人，秩滿，三十一年擢戶部山西司主事，督餉通州。未幾，擢員外郎，尋擢河南僉事，三十二年九月剿平強賊師尚詔等，三十三年以功受賞賜。升湖廣右參議，旋升浙江副使、備兵杭嘉。轉湖廣右參政，四十二年十一月升都察院右僉都御史協理戎政，四十三年七月罷歸聽用。會湖廣巡撫缺，廷議首推李燧，遂超擢巡撫湖廣都察院右僉都御史，總六軍十二營，後以考察改擢留都，乃力求致仕。

## 家族
曾祖李綱；祖父李淮，貢士 贈工部員外郎；父李檠，行太僕寺少卿。母周氏（封宜人）。重庆下。